# Beathoven
Beathoven è un gruppo musicale norvegese formatosi nel 2021. È costituito dai cantanti Bravo e Blackie, e dal produttore Ludwig.

## Storia del gruppo
Il trio è salito alla ribalta con la hit Stay keeg (2022), numero uno per due settimane consecutive nella VG-lista e certificata doppio platino dalla IFPI Norge per le 120 000 unità accumulate. Sør-Afrika (2022), invece, è in collaborazione con Capow x 2G, è triplo disco di platino ed è stata in lizza per lo Spellemannprisen alla canzone dell'anno.
Hanno in seguito ricevuto lo Spellemannprisen alla musica da festa. Primadonna, certificato platino, è stato il loro secondo ingresso nella top five norvegese, oltre a diventare la loro prima entrata nella top 40 della Sverigetopplistan.
Il loro album in studio d'esordio, Sorgenfri, è uscito nel maggio 2024, ha fatto l'entrata in classifica al 6º posto e ha ricevuto la certificazione d'oro dalla IFPI Norge per le 10 000 unità equivalenti.

## Formazione
- Bravo – voce
- Blackie – voce
- Ludwig – produttore

## Discografia

### Album in studio
- 2024 – Sorgenfri

### EP
- 2024 – Fritt fall

### Singoli
- 2021 – Skaal
- 2021 – Godspeed
- 2021 – Daytona
- 2022 – Madoff
- 2022 – Commander
- 2022 – Get-Go
- 2022 – Stay keeg (con Henrik von Grogg)
- 2022 – Lets Rumble
- 2022 – Sør-Afrika (con Capow x 2G)
- 2022 – Run It Back
- 2022 – Fraternity
- 2022 – Bailando
- 2022 – Babygirl (Primadonna)
- 2022 – Peis
- 2023 – Tyrthoven (con Tyr)
- 2023 – Sipper (con Dutty Dior)
- 2023 – Love (con Tix)
- 2023 – Fakk you (con Isah)
- 2023 – Er dette til å overleve (con Randi Oline)
- 2024 – Når du slår ut håret blir jeg slått ut (con i Broiler)
- 2024 – Champagne Showers
- 2024 – Rockstar Lie